# リンダ・シュタール
リンダ・シュタール（Linda Stahl、1985年10月2日 - ）は、ドイツ連邦共和国ノルトライン＝ヴェストファーレン州シュタインハイム出身のやり投を専門とする陸上競技選手。ロンドンオリンピックの銅メダリストである。
2010年6月29日にスペイン・バルセロナで開かれたヨーロッパ選手権で自己ベスト（当時）となる66m81を記録し、金メダルを獲得した。自己ベストは2014年6月14日に記録した67m32。
ブロムベルクで育ち、ケルン大学で医学を修めた。LGリッペ＝スッド（LG Lippe-Süd）に所属していたが、2003年にTSVバイエル・レバークーゼンに移籍し、ヘルゲ・ゼルカウ（Helge Zöllkau）コーチの下、シュテフィ・ネリウスとともにトレーニングに励んでいる。

## 主な成績
| 年   | 大会                                     | 開催地                                | 順位      | 成績  |
| ---- | ---------------------------------------- | ------------------------------------- | --------- | ----- |
| 2007 | ヨーロッパU23選手権                      | ハンガリー デブレツェン               | 1位       | 62m17 |
| 2007 | 世界選手権                               | 日本 大阪                             | 8位       | 61m03 |
| 2007 | IAAFワールドアスレチックファイナル       | ドイツ シュトゥットガルト             | 8位       | 55m62 |
| 2009 | 世界選手権                               | ドイツ ベルリン                       | 6位       | 63m23 |
| 2010 | ヨーロピアンカップウィンタースローイング | フランス アルル                       | 3位       | 60m56 |
| 2010 | ヨーロッパ選手権                         | スペイン バルセロナ                   | 1位       | 66m81 |
| 2011 | 世界選手権                               | 韓国 大邱                             | 9位（予） | 60m21 |
| 2012 | ヨーロッパ選手権                         | フィンランド ヘルシンキ               | 3位       | 63m69 |
| 2012 | オリンピック                             | イギリス ロンドン                     | 3位       | 64m91 |
| 2013 | ヨーロピアンカップウィンタースローイング | スペイン カステリョン・デ・ラ・プラナ | 3位       | 61m97 |
| 2013 | 世界選手権                               | ロシア モスクワ                       | 4位       | 64m78 |
| 2014 | ヨーロッパ選手権                         | スイス チューリッヒ                   | 3位       | 63m91 |